# Cyperus almensis
Cyperus almensis är en halvgräsart som beskrevs av David Alan Simpson. Cyperus almensis ingår i släktet papyrusar, och familjen halvgräs. Inga underarter finns listade i Catalogue of Life.